# Sometime Samurai
A Sometime Samurai dance-pop dalt a japán Tóva Tei írta az ausztrál Kylie Minogue-nak. A dal Tóva Tei Flash című 2005-ben megjelent albumán található. A dal promóciós célból 2005 nyarán jelent meg, és Japánban egyből sikeres lett, a Tokio Hot 100-as rádiós slágerlistán is szerepelt. Towa Tei aki a Deee-Lite egyik oszlopos tagja, már dolgozott együtt Kylie-val 1996-ban a „GBI: German Bold Italic” című dalon, mely szintén sikeres volt a maga nemében.

## Számlista
1. „Sometime Samurai” (Album Version) – 3:39
2. „Sometime Samurai” (ATFC's Bushido Groove Remix) – 7:24
3. „Sometime Samurai” (Don Atom 2005 Remix – 3:55